# Elling (parochie)
Elling is een parochie van de Deense Volkskerk in de Deense gemeente Frederikshavn. De parochie maakt deel uit van het bisdom Aalborg en telt 4747 kerkleden op een bevolking van 4306 (2004). Historisch was de parochie deel van de herred Horns. De parochie werd in 1970 opgenomen in de gemeente Frederikshavn.

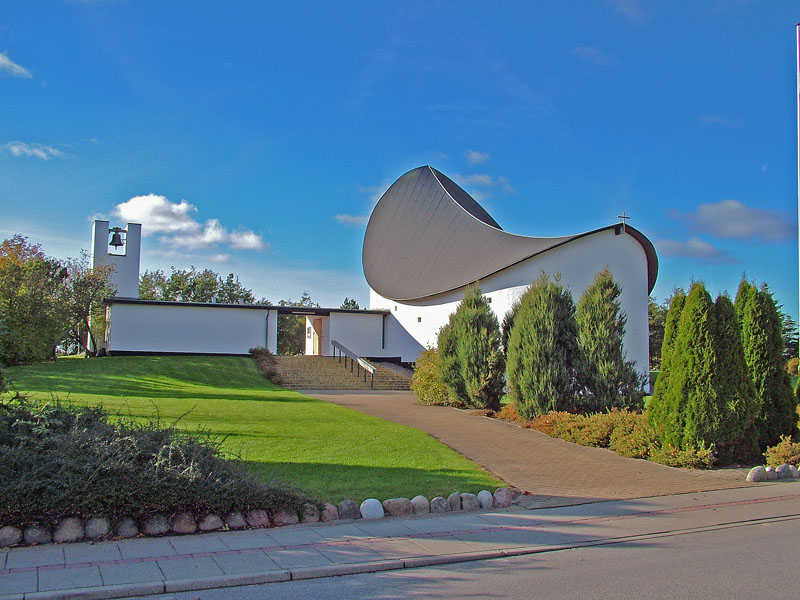
kerk van Strandby

Abildgård · Albæk · Åsted · Bangsbostrand · Elling · Flade · Frederikshavn · Gærum · Hørby · Hulsig · Jerup · Karup · Kvissel · Lyngsaa · Østervrå · Råbjerg · Sæby · Skærum · Skæve · Skagen · Torslev · Understed · Volstrup